# Ängestjärnen (Edefors socken, Norrbotten)
Ängestjärnen är en sjö i Bodens kommun i Norrbotten och ingår i Luleälvens huvudavrinningsområde.